# Uwaga

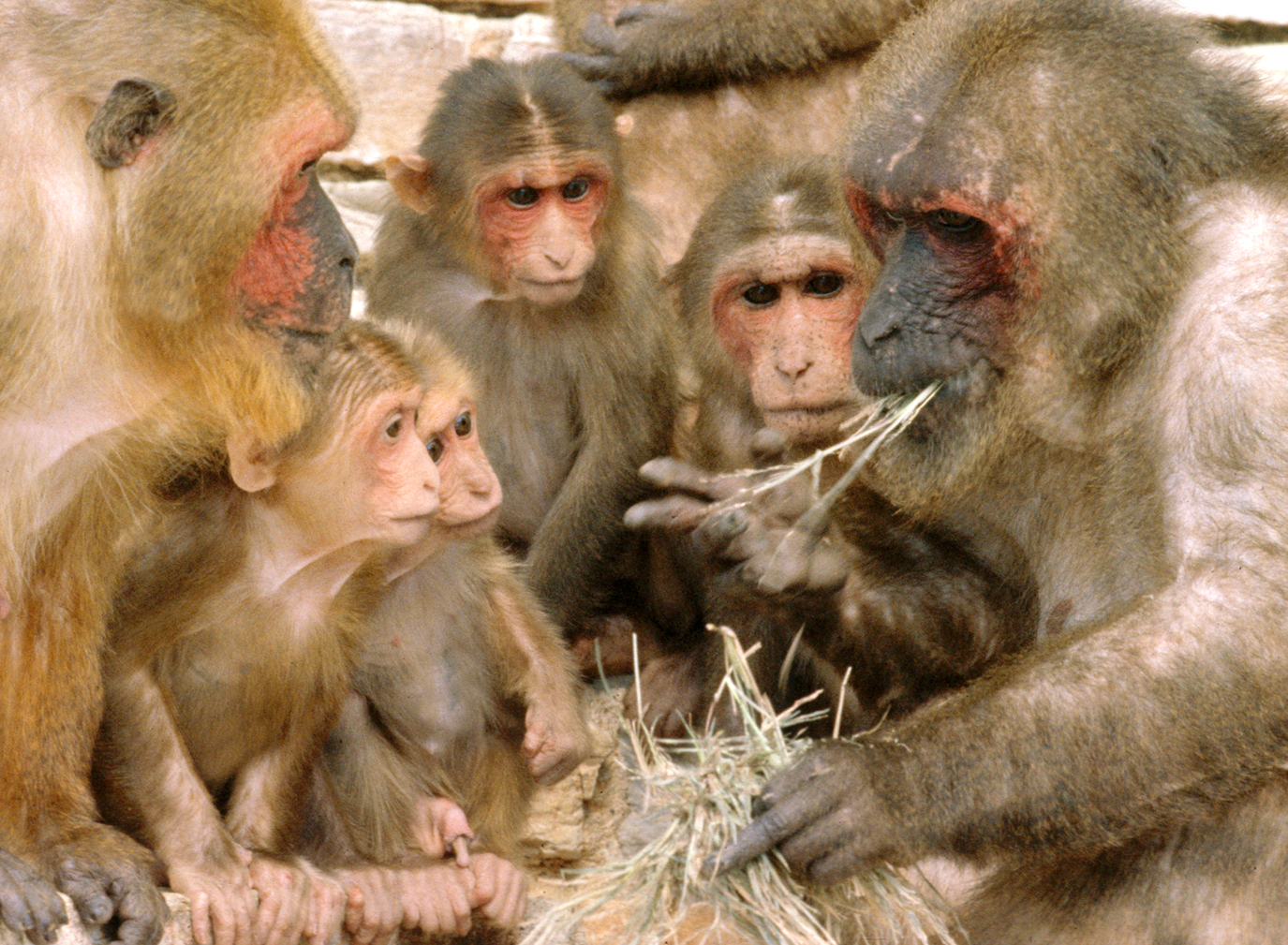
Koncentrowanie uwagi przez Makaki na czynności jednego z osobników stada.

Uwaga – elementarny proces poznawczy polegający na selektywnej koncentracji percepcji i myślenia na jednym zjawisku zewnętrznym lub wewnętrznym .
Istnienie uwagi wynika z ograniczonych zdolności do skutecznego przetwarzania. 
Bodźce można podzielić na:
- sygnały – wybierane, ważne
- szum – nieważne
- dystraktory – nieważne i zakłócające

Uwagę można badać za pomocą dychotycznej prezentacji bodźców, przeszukiwania pola widzenia lub testami ciągłego wykonania (np. testu zegara).